# Aldis Berzins
Aldis Imants Berzins, född 3 oktober 1956 i Wilmington i Delaware, är en amerikansk före detta volleybollspelare.
Berzins blev olympisk guldmedaljör i volleyboll vid sommarspelen 1984 i Los Angeles.